# Drakesville (Iowa)
Drakesville es una ciudad situada en el condado de Davis, en el estado de Iowa, Estados Unidos. Según el censo de 2010 tenía una población de 184 habitantes.

## Geografía
Según la Oficina del Censo de los Estados Unidos, la localidad tiene un área total de 0,64 km², la totalidad de los cuales 0,64 km² corresponden a tierra firme.

## Demografía
Según el censo de 2010, había 184 personas residiendo en la localidad. La densidad de población era de 287,5 hab./km². Había 85 viviendas con una densidad media de 132,81 viviendas/km². El 99,46% de los habitantes eran blancos y el 0,54% pertenecía a dos o más razas. El 0,54% de la población eran hispanos o latinos de cualquier raza.